# Буэн, Жан
Александр Франсуа Этьен Жан Буэн (фр. Alexandre François Étienne Jean Bouin, 20 или 21 декабря 1888 года, Марсель — Mort pour la France 29 сентября 1914 года) — французский легкоатлет. на Олимпийских играх 1912 года выиграл серебряную медаль на дистанции 5000 метров. Автор мировых рекордов 1911 и 1913 годов.

## Спортивная карьера
Также на Олимпийских играх 1912 года принимал участие в кроссе, на котором не смог закончить дистанцию.
На Олимпийских играх 1908 года выступал в командном кроссе на 3 мили, где его команда выиграла бронзовые медали, а сам Буэн не смог закончить дистанцию и тем самым не попал в тройку призёров сборной Франции. В беге на 1500 метров не смог выйти в финал.
В 1911 году установил мировые рекорды на дистанциях 3000 и 10 000 метров.
7 июля 1913 года установил мировой рекорд в часовом беге — 19 021 метров. В 1909, 1910, 1911 и 1912 годах становился чемпионом Франции по кроссу.
Погиб на поле сражения, недалеко от Ксивре-э-Марвуазен (фр.) во время Первой мировой войны. Похоронен в коммуне Буконвиль-сюр-Мадт (фр., департамент Мёз). В 1922 году прах перенесён на марсельское кладбище Сен-Пьер (фр.).
Именем Жана Буэна названы стадионы в Анже — арена одноименного футбольного клуба, и в Париже, на которой свои встречи проводит регбийный «Стад Франсе», а также фанатская трибуна на стадионе «Велодром» в Марселе.